# Araponga barbu
Procnias averano
Espèce
Statut de conservation UICN

 LC  : Préoccupation mineure
L'Araponga barbu (Procnias averano) est une espèce d'oiseaux de la famille des Cotingidae.

## Répartition géographique
Il vit au Venezuela, à Trinité et dans le nord-est du Brésil.